# Konzessivsatz in der spanischen Sprache
Unter einem Einräumungssatz oder Konzessivsatz, oración concesiva versteht man in der Grammatik eine spezielle Form eines adverbialen Nebensatzes. Während der Nebensatz einen als unzureichend empfundenen Gegengrund, eine Einräumung beinhaltet, findet die Handlung im übergeordneten Satz, dem Hauptsatz (Apodosis), trotzdem statt.

## Erläuterung
Im Konzessivsatz kommt es aus semantischer Sicht zu der Einräumung einer Bedingung, deren erwartete Wirkung sich nicht erfüllt oder einen Umstand, Tatbestand, Handlung, deren zu erwartende Folge im Hauptsatz nicht eintritt oder anders formuliert, der Einräumungssatz nennt einen unzureichenden Gegengrund. Dieser Gegengrund, Einschränkung oder Einräumung wird im Nebensatz, oración subordinada in Form einer Bedingung versprachlicht, der Hauptsatz, oración principal stellt dessen Folge dar, die aber nicht oder anders als vom Sprecher intendiert oder erwartet eintritt. Somit bleibt beim Adressaten der zunächst „erwartete“ Kausalzusammenhang unwirksam. Die Frage im Konzessivsatz lautet „Welchem Umstand zum Trotz?“ oder in spanisch „¿A pesar de qué?“
Ein zusammengesetzter Satz mit einer subordinativen Verknüpfung führt zu einem Satzgefüge. Allgemein finden sich bei den untergeordneten Propositionen oder Nebensätzen drei Arten:
- die Subordination mit Substantiv-Funktion, subordinadas sustantivas;
- die Subordination mit Adjektiv-Funktion, subordinadas adjetivas;
- die Subordination mit Adverbial-Funktion, subordinadas adverbiales.

Der Einräumungs- oder Konzessivsatz, oración concesiva zählt zu der letzteren Einteilungsklasse.
Der Konzessivsatz wird durch zumeist durch eine konzessive Konjunktion eingeleitet. Ein konzessiver Bezug lässt sich aber auch durch andere syntaktische Anordnungen ausdrücken, als mit den konjunktional, eingeleiteten Nebensatz.
Mit einem konzessiven Nebensatz (Protasis) drückt man also einen Gegensatz oder einen unzureichenden Gegengrund zur Aussage des Hauptsatzes (Apodosis) aus. Einen solchen Nebensatz leiten etwa in der deutschen Sprache die Wörter „wie obwohl“, „obgleich“, „wenn auch“, „wenngleich“, „obschon“ oder „obzwar“ ein.
Der Subklassifizierung nach fallen für die deutschen konzessiven Konjunktionen folgende verschiedene Gruppen an:
- Aufgrund ihrer Wortstruktur lassen sich die Konjunktionen unterscheiden in:
  - zusammengesetzte: obwohl, obschon, obzwar, wiewohl, wenngleich, trotzdem
  - mehrteilige: wenn auch, wenn schon, wie/so sehr auch
  - paarige: auch ... wenn, so ... auch sein.
- Aufgrund des syntaktischen Fügungswertes, also ihre syntaktischen Verwendbarkeit lassen sie sich bestimmen, in:
- koordinierende: so doch, doch, trotzdem,
- subordinierende: obwohl, obgleich, trotzdem sein.[7]

Die Frage nach ihm lautet: „Welchem Umstand zum Trotz?“ oder „Trotz welchen Umstandes.“
```
 
Er ging schwimmen
, 
obwohl
 (wenngleich) 
das Wasser eisig war.

 
Obwohl
 der Kamin brennt, ist es kalt.
```

Die oben aufgeführten deutschen Beispielsätze verdeutlichen, dass die in den Hauptsätzen (Apodosen) sich ergebenden Folgen nicht oder anders als erwartet eintreten als die in den Nebensätzen (Protasen) formulierten Bedingungen („ging schwimmen“, „es ist kalt“) es erwarten ließen.
Nicht zu verwechseln sind die genannten Konjunktionen mit der Konjunktion „trotzdem“, denn während jene einen Nebensatz einleiten, leitet diese einen Hauptsatz ein. Diese Sätze treten oft in „Pro“- und „Contra“-Vergleichen auf.
Folgende spanische Konjunktionen, conjunctiones concesivas leiten einen unzureichenden Gegengrund ein, welcher im Gegensatz „Pro“- und „Contra“ zur Aussage des Hauptsatzes (Apodosis) steht, so etwa:
| spanische Wörter         | deutsche Übersetzungen                                     |
| ------------------------ | ---------------------------------------------------------- |
| a pesar de               | obwohl                                                     |
| aun a riesgo de que      | selbst auf die Gefahr hin                                  |
| aun cuando               | sogar wenn                                                 |
| aunque                   | selbst wenn, obgleich, obschon                             |
| bien que                 | wenn auch, gleichwohl                                      |
| bien que mal             | mehr schlecht als recht                                    |
| con todo                 | dennoch, trotzdem                                          |
| ni aunque                | auch wenn                                                  |
| pese a que               | trotz, obwohl                                              |
| pese a todo              | trotz alledem                                              |
| por más que              | wie sehr auch, wie auch immer; auch wenn                   |
| por mucho que            | wie sehr auch immer, wiesehr                               |
| si bien                  | wenn gleich                                                |
| en perjuicio de que      | unbeschadet dessen                                         |
| por + adjetivo + que sea | so + Adjektiv + es zu sein scheint; so + Adjektiv + es sei |

Wird die Vorstellung des Gegengrundes vom Sprecher in der Annahme einer Gewissheit versprachlicht, steht der Konzessivsatz im Indikativ, indicativo ansonsten im Subjunktiv, subjuntivo.
Wie auch der Konditionalsatz reiht sich der Konzessionssatz in die „Gruppe der hypothetischen Satzgefüge“ ein, zu denen noch der Komparativsatz und der Konsekutivsatz zählen.
Aus syntaktischer Sicht liegt ein Adverbialsatz mit einer typischen Nebensatzkonstruktion vor. Je nach dem Grad der Irrealität der in der Protasis geäußerten Vorstellung unterscheiden sich die eingesetzten Tempora bzw. Modi, die grammatikalischen Zeiten und Verbkategorien, zwischen Haupt- und Nebensatz. Die Modi der Konzessivsätze werden, ähnlich den Konditionalsatz, oración condicional, nach dem dargestellten Bezug zur
Realität vs. Irrealität unterschieden.
| Satzteil 1                            | Satzteil 2               |
| ------------------------------------- | ------------------------ |
| Protasis                              | Apodosis                 |
| Nebensatz                             | Hauptsatz                |
| Oración subordinada                   | Oración principal        |
| Antezendens, antecedente              | Konsequens, consiguiente |
| „Vordersatz“                          | „Nach- oder Folgesatz“   |
| Einräumung, Einschränkung, Gegengrund | Folgen                   |
| Unabhängig                            | Abhängig                 |
| Koordination                          | Subordination            |

Ist der vorgestellte Gegengrund ungewiss oder irreal, steht der Einräumungs- oder Konzessivsatz im subjuntivo, andernfalls wird der Modus des Indikativs, indicativo eingesetzt.

## Der Indicativo im Einräumungssatz
Der Indicativo wird im Hauptsatz (Apodosis) vom Sprecher dann angewendet wenn das, was er im Nebensatz (Protasis) eingeräumt hat, sich als eine Tatsache vorstellt bzw. beim Empfänger sich als vorgestellt induzieren möchte. Handelt es sich um keinen bekannten Tatbestand oder Tatsache findet der Subjuntivo seine Anwendung.
```
 
Hoy voy al teatro
 
aunque
 
Joaquín no viene.
 
Heute bin ich im Begriff zu gehen ins Theater
, obwohl 
Joaquín nicht kommt.
 
Futuro próximo
 + 
Presente
```

Da aus syntaktischer Sicht in den Konzessivsätzen Nebensätze eingewoben sind, in denen eine Ursache genannt wird, die aber nicht die zu der erwartenden Folge führt, ist es entscheidend für den Sprecher zu wissen, ob er aus semantischer Sicht eine Tatsache kundtun will oder nicht.

## Der Subjuntivo im Einräumungssatz
Der irreale Einräumungssatz, oración concesiva irreal weist gewisse syntaktische Ähnlichkeiten zum irrealen Bedingungssatz, oración condicional irreal auf. Er wird unter anderem mit aun cuando, auch wenn, selbst wenn oder cuando wenn eingeleitet. Er beschreibt einen Tatbestand, Sachverhalt oder ein Ereignis, das möglich oder wahrscheinlich ist, das aber lediglich in der Vorstellungswelt des Sprechers konstruiert wurde. Der irreale Einräumungssatz sagt aus, dass ein erwarteter kausaler Zusammenhang sich nicht erfüllen würde.
Man verwendet den subjuntivo, wenn die Einschränkung, der Gegengrund, die der Sprecher im Nebensatz (Protasis) versprachlicht, für ihn als nicht entscheidend betrachtet wird.
```
 
Me resulta antipático
, 
aunque
 
te extrañe.
 
Mir ist er unsympathisch
, auch 
 wenn dich das erstaunen möge.
 
Presente
 + 
Subjuntivo presente
[
13
]

 
Le dijo la verdad
, 
aun a riesgo de que
 
se enfadara.
 
Ihnen sage ich die Wahrheit
, selbst auf die Gefahr hin, dass 
es sie ärgerte.
 Presente + 
Subjuntivo imperfecto
```

## Den Einräumungssatz einleitende Partikel und sonstige Konstruktionen
Verbindet man im Spanischen zwei Teilsätze durch Konjunktionen bleibt die Satzstellung und die Zeitenfolge, Consecutio temporum der eingesetzten Verben, in den beiden sich verbindenden Sätzen unverändert, so als würden zwei unabhängige Sätze kombiniert werden. Im Deutschen steht in Nebensätzen, die durch Konjunktionen, Frage- oder Relativpronomen eingeleitet werden, das finite Verb am Satzende. Dabei fordern, aus allgemeiner Sicht betrachtet, manche Konjunktionen den Einsatz und die Verwendung unterschiedlicher Modi, etwa der des indicativo und wiederum andere der des subjunktivo ein. Aber auch der Einsatz von infiniten Verben ist möglich.

### Infinite Konstruktionen zur Einleitung des Konditionalsatzes
So stehen zur Einleitung eines Konzessivsatzes auch die Konstruktion,
```
 
con
 + 
infinitivo
; 
Con tanto comer has tenido hambre.
 
Trotz des vielen Essens hast du noch Hunger.

 
Con ser tan inteligente no encontrarás la resolverás una adivinanza.
 
Obwohl du sehr intelligent bist, wirst du das Rätsel nicht lösen.
```

zur Verfügung.
```
 
a pesar de + Infinitiv
;
 
No adelantábamos 
a pesar de caminar
 día y noche.
 
Wir kamen nicht vorwärts, obwohl wir Tag und Nacht wanderten.
```

Für die Phrase „a pesar de + Infinitiv“ können Ersatzformen gewählt werden, etwa
```
 
aun a riesgo de, aun a sabiendas de, a fuer de, sin embargo de
```

### Gerundialkonstruktionen
```
 aun + 
gerundio
;
```

### Verbwiederholung im konzessiven Sinne
Durch die Wiederholung eines Verbs in Verbindung mit einem Relativpronomen oder -adverb kann eine konzessive Aussage getroffen werden, dies Satzstrukturen verwenden obligat den Subjuntivo. –Beispiele:
```
 
venga quien venga
; wortwörtlich übersetzt 
komme wer komme
 und in die deutsche Satzstruktur übertragen 
wer auch immer kommen mag
,
 
Venga quien venga va a ser feliz.
 
Wer auch immer kommen mag, wird glücklich werden.

 
sea como sea
; 
sei es, wie es sei

 
Sea como sea, estás equivocado.
 
Sei es, wie es sei, du liegst falsch.
```

Weitere Beispiele sind:
```
 
vayas a donde vayas; pasara lo que pasara; sean cuando sean
[
A 1
]
```